# Hyeong
Hyeong (형?) è un film del 2016 diretto da Kwon Soo-kyung.
La pellicola, prodotta in Corea del Sud, è nota anche con il titolo internazionale My Annoying Brother.

## Trama
Doo-shik è un criminale e sta scontando la sua pena in carcere, mentre suo fratello minore Doo-young è un judoka noto a livello nazionale. Durante un incontro, la vista di quest'ultimo è stata tuttavia danneggiata in maniera irreversibile, facendo diventare cieco il ragazzo; Doo-shik coglie la palla al balzo per ottenere – con la scusa di assistere il fratello – la libertà condizionata, salvo poi scoprire che anche lui è gravemente malato e non gli rimane molto tempo a disposizione.

## Distribuzione
La pellicola ha goduto di una distribuzione a livello nazionale a cura della CJ Entertainment, a partire dal 23 novembre 2016.